# Zonnesteek
Een zonnesteek is een verzamelnaam voor ziekteverschijnselen als gevolg van een teveel aan warmte en zonnestraling op het hoofd en de nek.
Bij een zonnesteek is de lichaamstemperatuur ten gevolge van het zonlicht en de warmte ernstig ontregeld, en kan oplopen tot 42 graden Celsius. Zulke hoge temperaturen zijn levensgevaarlijk.
Zonnesteken kunnen in verschillende gradaties voorkomen. De oorzaak is meestal te veel in de zon verblijven en te weinig drinken. Maar zonlicht is niet altijd nodig, ook bijvoorbeeld arbeiders bij een hoogoven kunnen de verschijnselen oplopen. In dit geval hebben we het echter niet over een zonnesteek, maar over oververhitting of door de hitte bevangen zijn.
Door de warmte raakt de lichaamstemperatuur ontregeld en begint deze op te lopen. Dit kan verergerd worden door directe zonnestraling op het hoofd, waardoor het temperatuurcentrum in de hersenen van slag raakt. Wanneer de temperatuur boven de 40 graden komt, bestaat het risico op epileptische aanvallen en shock. Boven de 42 graden kan het lichaam de temperatuurstijging niet meer aan, loopt de temperatuur versneld op en sterft de patiënt.
Wanneer iemand bij het zonnebaden last krijgt van misselijkheid, hoofdpijn en/of duizeligheid is er waarschijnlijk sprake van een zonnesteek. In de mildste gevallen is het voldoende om de persoon die een zonnesteek heeft uit de zon te halen en in de schaduw of koelte te brengen. Ook te drinken geven zal helpen. Voor jonge kinderen en oudere mensen kan ook een milde zonnesteek levensgevaarlijk zijn. Daarom wordt geadviseerd altijd een arts in te schakelen. Vaak spreekt men in mildere gevallen niet van een zonnesteek, maar van een hitteslag.
Ernstige zonnesteken kennen als symptomen behalve de bovengenoemde: sufheid, (hoge) koorts, snelle en oppervlakkige ademhaling en hartslag. Het beste is in zo'n geval de persoon uit de zon te halen, in een koele ruimte te brengen, en zijn lichaamstemperatuur te doen dalen. Dit kan door middel van een ventilator of eventueel door hem met natte handdoeken te bedekken. Zorg er hierbij wel voor dat de patiënt niet onderkoeld raakt. Ook moet de vochthuishouding op peil worden gebracht, dat wil zeggen: veel drinken. Het beste kan men rehydratievloeistof drinken, omdat de patiënt veel zal zweten en dus naast veel water ook veel zouten zal verliezen. Het is belangrijk een arts de toestand te laten beoordelen.
Van een goed behandelde zonnesteek geneest men meestal binnen een paar dagen zonder verdere verschijnselen.
Een zonnesteek is vrijwel altijd te voorkomen door een T-shirt, een pet, halsbedekking en een zonnebril te dragen en minimaal 2 liter water per dag te drinken.